# کانیلاس دی اسیتونو
کانیلاس دی اسیتونو (به اسپانیایی: Canillas de Aceituno) یک دهستان اسپانیا است که در Axarquía واقع شده‌است.

## خصوصیات
کانیلاس دی اسیتونو ۴۲ کیلومترمربع مساحت و ۲٬۲۴۲inh نفر جمعیت دارد و ۶۴۹ متر بالاتر از سطح دریا واقع شده‌است.